# Signhildsberg

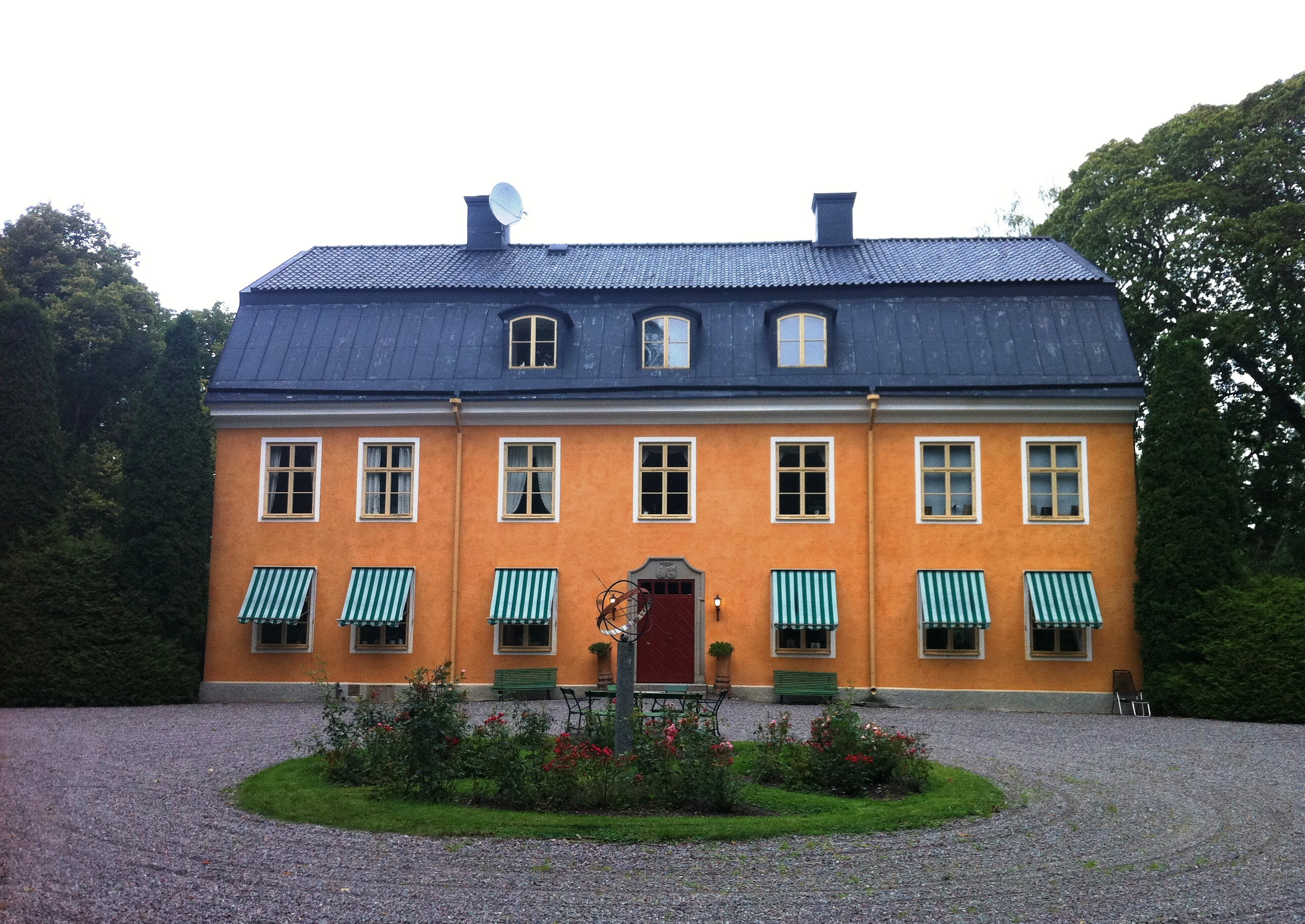
Signhildsberg, 2012.

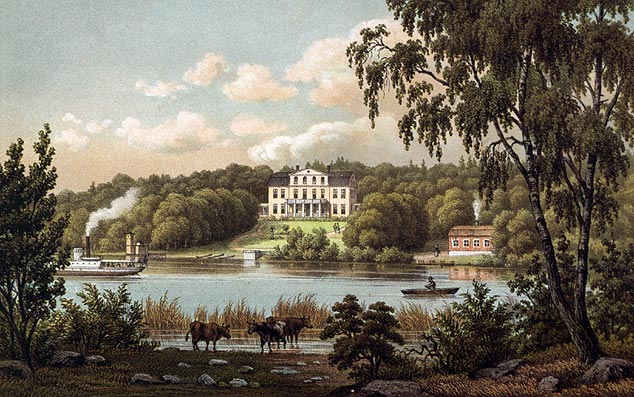
Signhildsberg 1881, litografi av Alexander Nay.

Signhildsberg var före 1600-talet känt som Fornsigtuna. Det är en medeltida kungsgård i Håtuna socken i  Upplands-Bro kommun. Den ligger cirka 4 km väster om Sigtuna vid vattenvägen mot Uppsala.
Gården nämns redan omkring 1170 i ett påvebrev. Brevet visar att gården tidigare tillhört Sigtunabiskopen. Vid biskopssätets överflyttning till Uppsala blev gården indragen till kronan.
Det finns två stora husgrundsplatåer. På dessa har stått treskeppiga hallbyggnader.
Vidare finns husgrundsterrasser ovanför yngre järnålderns strandlinje. Det finns också lämningar av bryggor samt en stor hög. Den har tolkats som tingshög. Vidare finns några små gravfält. 
Man har gjort undersökningar och kunnat datera lämningarna efter Fornsigtuna till vendeltiden (550-800 e.Kr) samt till vikingatiden, fram till omkring år 1000. På platsen torde ha legat en kungsgård med namnet Sigtuna. Detta namn övertogs därefter av Sigtuna stad, som anlades under slutet av 900-talet och uppenbarligen övertog vissa av Fornsigtunas funktioner.
Den nuvarande Signhildsbergs herrgård med tillhörande godsegendom ägs inom den grevliga ätten von Essen.